# Moses Nagamootoo
Moses Nagamootoo (ur. 30 listopada 1947 w Whim) – gujański polityk, premier Gujany od 20 maja 2015 do 2 sierpnia 2020.

## Kariera polityczna
W latach 1964–2011 był członkiem Ludowej Partii Postępowej, od 1992 deputowany do Zgromadzenia Narodowego. W latach 1992–2000 sprawował funkcję Ministra Informacji i Samorządu Lokalnego. W wyborach 11 maja 2015 Nagamootoo kandydował do parlamentu z ramienia koalicji Partnerstwo na rzecz Jedności Narodowej – Sojusz na rzecz Zmian (A Partnership for National Unity – Alliance for Change, APNU-AFC), która odniosła zwycięstwo uzyskując 50,40% głosów i większość w parlamencie. Moses Nagamootoo został wskazany jako kandydat na premiera kraju. 20 maja 2015 został zaprzysiężony na stanowisku szefa rządu.